# Skrillex and Diplo Present Jack Ü
| Recensione          | Giudizio |
| ------------------- | -------- |
| Complex             |          |
| New Musical Express |          |
| Pitchfork           | 6.8/10   |
| Rolling Stone       |          |
| Spin                |          |

Skrillex and Diplo Present Jack Ü è un album in studio del duo statunitense Jack Ü, composto dai DJ e produttori Skrillex e Diplo, pubblicato il 27 febbraio 2015 dalla OWSLA e dalla Mad Decent con distribuzione Atlantic Records.
Nel 2016 l'album ha vinto il Grammy Award al miglior album dance/elettronico, mentre il secondo singolo estratto da esso, Where Are Ü Now ha vinto quello relativo alla miglior registrazione dance.

## Descrizione
Pubblicato a sorpresa in seguito a un DJ set di 24 ore tenuto dai due DJ il 26 febbraio 2015, l'album è composto da nove brani più un remix che unisce principalmente sonorità EDM con altre appartenenti al pop, tra cui la ballad Where Are Ü Now incisa con Justin Bieber, passando anche per brani trap come Febreze, realizzato con il rapper 2 Chainz, e reggaeton come Jungle Bae.

## Tracce
1. Don't Do Drugs Just Take Some Jack Ü – 2:05
2. Beats Knockin (feat. Fly Boi Keno) – 2:53
3. Take Ü There (feat. Kiesza) – 3:30
4. Febreze (feat. 2 Chainz) – 3:34
5. To Ü (feat. AlunaGeorge) – 3:57
6. Jungle Bae (feat. Bunji Garlin & MX Prime) – 3:28
7. Mind (feat. Kai) – 4:02
8. Holla Out (feat. Snails & Taranchyla) – 4:16
9. Where Are Ü Now (with Justin Bieber) – 4:10
10. Take Ü There (feat. Kiesza) (Missy Elliott Remix) – 3:30

## Classifiche
| Classifica (2015) | Posizione massima |
| ----------------- | ----------------- |
| Australia         | 12                |
| Belgio (Fiandre)  | 78                |
| Belgio (Vallonia) | 135               |
| Danimarca         | 10                |
| Finlandia         | 33                |
| Norvegia          | 11                |
| Nuova Zelanda     | 15                |
| Paesi Bassi       | 83                |
| Regno Unito       | 131               |
| Svezia            | 21                |